# Violeta Dávalos
Violeta Dávalos Lara (Ciudad de México, 29 de septiembre de 1969-18 de febrero de 2021) fue una cantante de ópera cuya tesitura fue soprano lírico-spinto.

## Trayectoria
- Estudió canto con el profesor Enrique Jaso en la Escuela Nacional de Música de la UNAM.
- En 1994, inauguró el Teatro de las Artes en el Centro Nacional de las Artes en México con el reestreno de la ópera Ildegonda del compositor mexicano Melesio Morales, en la cual interpretó el papel principal.
- A lo largo de su carrera, se ha presentado en Estados Unidos, España y países de Centroamérica.

## Galardones
- Ganadora del Gran Premio en el 1.er. Concurso de Canto Iberoamericano.
- Ganadora del Concurso de Canto Nacional de México Carlo Morelli.
- Premio Nacional de la Juventud.
- Ganadora del Concurso de Canto Fanny Anitúa.
- Premio que otorga la Unión de Cronistas de Teatros de Música (1991).
- Finalista del Concurso Pavarotti en la ciudad de Filadelfia, Estados Unidos.

## Óperas estrenadas
- El regreso de Orestes, de Roberto Bañuelas hace el estreno mundial del papel de Electra.
- Alicia, de  Federico Ibarra hace el estreno mundial en el papel de "La Reina de Corazones".
- Brindis por un Milenio, de  Federico Ibarra.

## Grabaciones
- Ildegonda, ópera de Melesio Morales..
- Tata Vasco, ópera de Miguel Bernal Jiménez.
- Ambrosio, ópera de José Antonio Guzmán.
- Cantata Homenaje a Juárez de Blas Galindo.
- Novena Sinfonía de Ludwig van Beethoven.
- Alicia de Federico Ibarra.